# Marie Wilson (Schauspielerin, 1916)

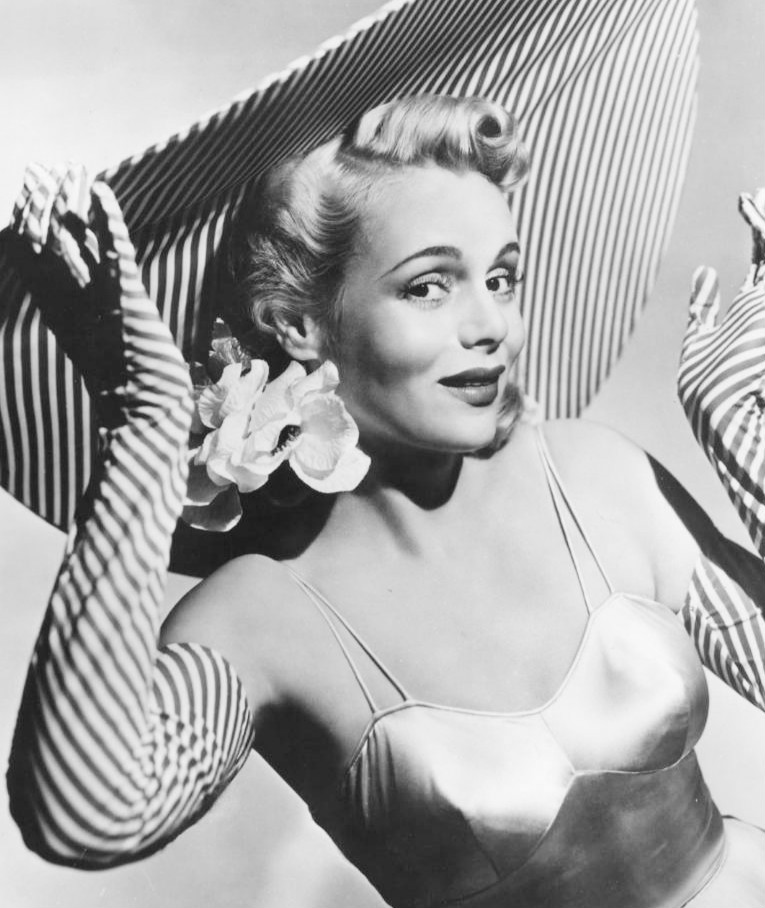
Marie Wilson (1954)

Marie Wilson (* 19. August 1916 in Anaheim, Kalifornien, als Katherine Elizabeth Wilson; † 23. November 1972 in Hollywood, Kalifornien) war eine US-amerikanische Schauspielerin.

## Leben und Karriere
Nach dem frühen Tod ihres Vaters war Marie Wilson Haupternährerin ihre Familie und übernahm ab 1933 erste kleinere Filmrollen. Schließlich wurde Wilson bei Warner Brothers unter Vertrag genommen, wo sie in vielen Filmen für komödiantische Zwecke die Rolle des „dummen Blondchens“ verkörperte. Bis in die 1960er-Jahre spielte sie Charaktere dieser Art in Kinofilmen, Radioshows und bei Bühnenauftritten – so erfolgreich, dass sie fast immer sichere Arbeit hatte. Zu ihren frühen Filmen zählen unter anderem William Dieterles Satan Met a Lady (1936) mit Bette Davis sowie Boy Meets Girl (1938) neben James Cagney und Pat O’Brien.
Ihre mit Abstand bekannteste Rolle spielte Wilson in den späten 1940er-Jahren in der Radiositcom My Friend Irma, in der sie der Titelfigur der etwas schusseligen, aber liebenswerten Stenografin Irma ihre Stimme lieh. 1949 und 1950 übernahm sie die Rolle der Irma auch in den zwei Filmkomödien My Friend Irma und My Friend Irma Goes West, in denen das später weltberühmte Komikerduo Dean Martin und Jerry Lewis in Nebenrollen ihre ersten Filmauftritte hatte. Zwischen 1952 und 1954 spielte Wilson abermals Rolle der Irma in einer von CBS produzierten Fernsehserie. 1962 absolvierte sie mit einer Nebenrolle in Henry Kosters Komödie Mr. Hobbs macht Ferien ihren letzten Kinoauftritt, anschließend war sie bis in ihr Todesjahr noch in einigen Fernsehserien zu sehen.
Marie Wilson erhielt drei Sterne auf dem Hollywood Walk of Fame in den Kategorien Film, Fernsehen und Radio. Die Schauspielerin war dreimal verheiratet: zunächst bis 1938 mit dem Regisseur Nick Grinde, dann von 1942 bis zur Scheidung 1950 mit dem Schauspieler Allan Nixon (1915–1995), schließlich von 1951 bis zu ihrem Tod mit dem Schauspieler und Produzenten Robert Fallon († 1995). Marie Wilson starb 1972 im Alter von 56 Jahren an einer Krebserkrankung.

## Filmografie (Auswahl)
- 1933: Flying Down to Rio
- 1934: Laurel und Hardy: Rache ist süß (Babes in Toyland)
- 1935: Broadway Hostess
- 1936: Colleen
- 1936: China Clipper
- 1936: Der Satan und die Lady (Satan Met a Lady)
- 1937: The Great Garrick
- 1938: Swingtime in the Movies
- 1938: Der kleine Star (Boy Meets Girl)
- 1938: Madame haben geläutet? (Fools for Scandal)
- 1944: Shine on Harvest Moon
- 1944: Musik für Millionen (Music for Millions)
- 1946: Young Widow
- 1947: Die Privataffären des Bel Ami (The Private Affairs of Bel Ami)
- 1949: My Friend Irma
- 1950: Irma, das unmögliche Mädchen (My Friend Irma Goes West)
- 1952: A Girl in Every Port
- 1952–1954: My Friend Irma (Fernsehserie, 4 Folgen)
- 1957: The Story of Mankind
- 1962: Mr. Hobbs macht Ferien (Mr. Hobbs Takes a Vacation)
- 1972: Wo die Liebe hinfällt (Love, American Style; Fernsehserie, 1 Folge)